# ミルタウン伯爵

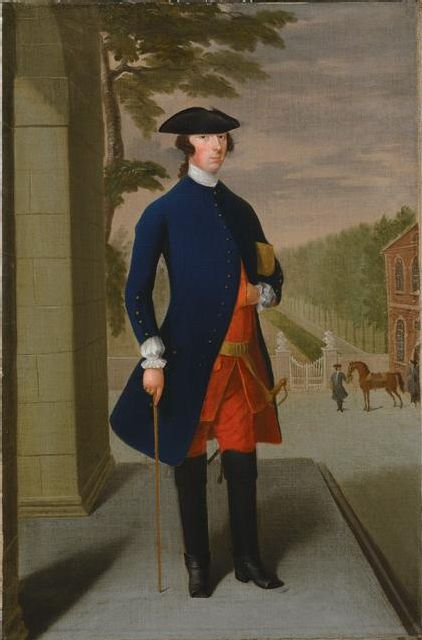
初代伯ジョセフ・リーソン

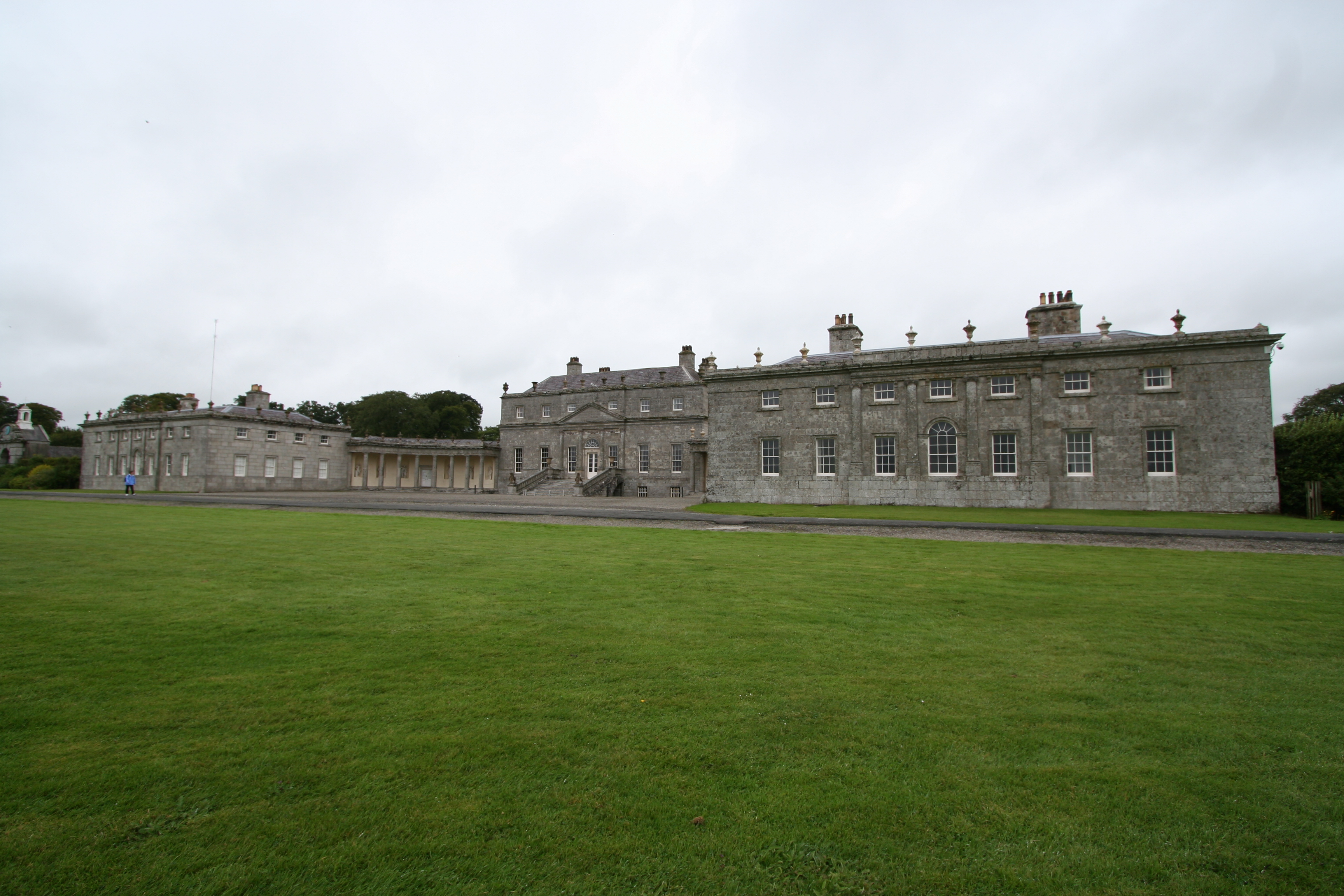
伯爵家旧邸宅ラスバラ・ハウス。6代伯の死後は他者を転々とした。

ミルタウン伯爵(英: Earl of Milltown)はイギリスの伯爵、貴族。アイルランド貴族爵位。政治家ジョセフ・リーソンが1763年に叙されたが、7代伯の死後は休止(dormant)の状態にある。

## 歴史

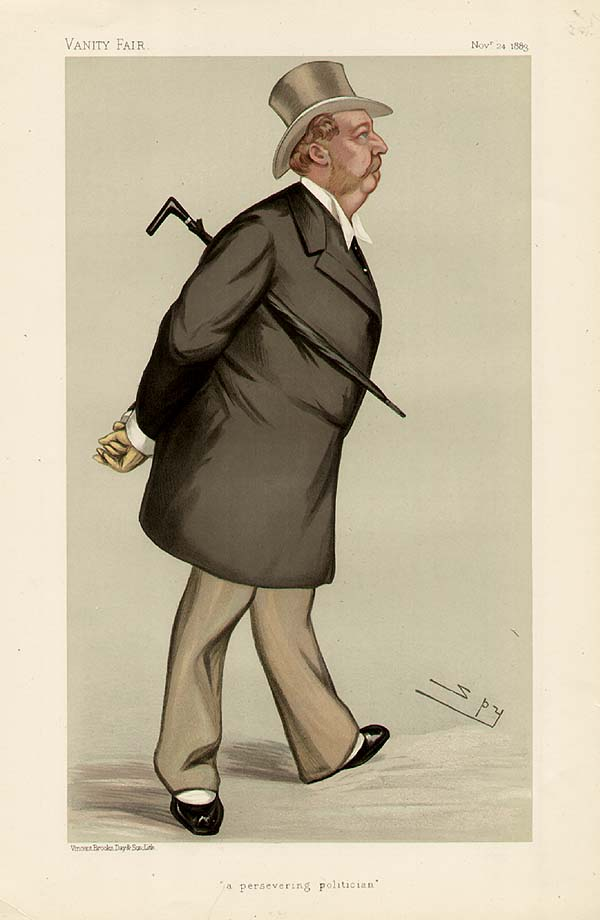
6代伯を描いたカリカチュア。
(Spy作 バニティ・フェア誌1883年11月号)

政治家ジョセフ・リースン(1701–1783)はラスコーマック選挙区選出のアイルランド庶民院議員として活動したのち、1756年5月5日にウィックロー県におけるラスバラ男爵(Baron Russborough, in the County of Wicklow)を与えられた。彼はさらに1760年9月8日にウィックロー県ラッセルズタウンのラスバラ子爵(Viscount Russborough, of Russellstown in the County of Wicklow)に昇叙したほか、1763年5月10日にはダブリン県におけるミルタウン伯爵(Earl of Milltown, in the County of Dublin)に陛爵している。一連の爵位はすべてアイルランド貴族爵位である。
初代伯が1783年に没すると、爵位は長男ジョセフ(2代伯,1730-1801)、次男ブライス(3代伯)の順で継承された。
3代伯ブライス(1735-1807)は長男ラスバラ卿ジョセフ(1766-1800)に先立たれていたため、孫にあたるジョセフ(4代伯,1799-1866)、さらにその長男ジョセフ(5代伯)によって相続された。
5代伯ジョセフ・ヘンリー(1829-1871)は英国陸軍軍人としてアイルランド総督副官を務めたが彼には子がなかったため、爵位は弟エドワードが相続した。
6代伯エドワード(1835-1890)は法廷弁護士を務めていたが、襲爵後はアイルランド貴族代表議員やウィクロー県統監を歴任した。彼にも嗣子がなかったため、爵位は末弟ヘンリーがその後を襲った。
7代伯ヘンリー(1837-1891)が襲爵後わずか半年で亡くなると、爵位は休止となった。

### 休止後の歴史
7代伯の死後は、ジョン・リーソン(John Leeson,1827-1905)が爵位の継承を主張したほか、その死後はロバート・リーソン(Robert Leeson,1842-1906)も同様の主張を行ったが、いずれもその旨を認める貴族院の裁定は下されていない。
『クラクロフト貴族名鑑(Cracroft's Peerage)』によれば、ロバート以降はいかなる請願もなされていないが、初代伯ジョセフの四男ロバート・リーソン卿(1773-1850)の子孫が存命である可能性があるため、爵位再興の余地は依然として残されている。
一族のかつての邸宅は、ウィックロー県ブレッシントン湖畔に位置するラスバラ・ハウスであったが、6代伯の死後は伯爵家の手を離れて現在はベイド家の所有となって現在に至っている。
一族のモットーは「暗闇より出でて光り輝く(Clarior e tenebris)」。

## ミルタウン伯爵(1763年)
- 初代ミルタウン伯爵ジョセフ・リーソン (1701–1783)
- 第2代ミルタウン伯爵ジョセフ・リーソン (1730–1801)
- 第3代ミルタウン伯爵ブライス・リーソン (1735–1807)
- 第4代ミルタウン伯爵ジョセフ・リーソン (1799–1866)
- 第5代ミルタウン伯爵ジョセフ・ヘンリー・リーソン (1829–1871)
- 第6代ミルタウン伯爵エドワード・ニュージェント・リーソン (1835–1890)
- 第7代ミルタウン伯爵ヘンリー・リーソン (1837–1891)(1891年に爵位休止)

## 系譜図
|  |  | セシリア・リー (-1737)                                       | セシリア・リー (-1737)                                       | セシリア・リー (-1737)                                       | セシリア・リー (-1737)                                       | セシリア・リー (-1737)                                       | セシリア・リー (-1737)                                       |  |  |                                                                      |                                                                      |                                                                      |                                                                      | ジョセフ・リーソン 初代ミルタウン伯爵 (1701-1783)                    | ジョセフ・リーソン 初代ミルタウン伯爵 (1701-1783)                    | ジョセフ・リーソン 初代ミルタウン伯爵 (1701-1783) | ジョセフ・リーソン 初代ミルタウン伯爵 (1701-1783) | ジョセフ・リーソン 初代ミルタウン伯爵 (1701-1783)                           | ジョセフ・リーソン 初代ミルタウン伯爵 (1701-1783)                           |                                                                             |                                                                             |                                                                             |                                                                             |  |  |                                |                                |                                |                                |                                |                                |  |  | エリザベス・フレンチ (1742頃-1842) | エリザベス・フレンチ (1742頃-1842) | エリザベス・フレンチ (1742頃-1842) | エリザベス・フレンチ (1742頃-1842) | エリザベス・フレンチ (1742頃-1842) | エリザベス・フレンチ (1742頃-1842) |  |  |                                  |                                  |                                  |                                  |                                  |                                  |  |  |                                |                                |                                |                                |                                |                                |  |  |  |  |  |  |  |  |
|  |  | セシリア・リー (-1737)                                       | セシリア・リー (-1737)                                       | セシリア・リー (-1737)                                       | セシリア・リー (-1737)                                       | セシリア・リー (-1737)                                       | セシリア・リー (-1737)                                       |  |  |                                                                      |                                                                      |                                                                      |                                                                      | ジョセフ・リーソン 初代ミルタウン伯爵 (1701-1783)                    | ジョセフ・リーソン 初代ミルタウン伯爵 (1701-1783)                    | ジョセフ・リーソン 初代ミルタウン伯爵 (1701-1783) | ジョセフ・リーソン 初代ミルタウン伯爵 (1701-1783) | ジョセフ・リーソン 初代ミルタウン伯爵 (1701-1783)                           | ジョセフ・リーソン 初代ミルタウン伯爵 (1701-1783)                           |                                                                             |                                                                             |                                                                             |                                                                             |  |  |                                |                                |                                |                                |                                |                                |  |  | エリザベス・フレンチ (1742頃-1842) | エリザベス・フレンチ (1742頃-1842) | エリザベス・フレンチ (1742頃-1842) | エリザベス・フレンチ (1742頃-1842) | エリザベス・フレンチ (1742頃-1842) | エリザベス・フレンチ (1742頃-1842) |  |  |                                  |                                  |                                  |                                  |                                  |                                  |  |  |                                |                                |                                |                                |                                |                                |  |  |  |  |  |  |  |  |
|  |  |                                                              |                                                              |                                                              |                                                              |                                                              |                                                              |  |  |                                                                      |                                                                      |                                                                      |                                                                      |                                                                      |                                                                      |                                                   |                                                   |                                                                             |                                                                             |                                                                             |                                                                             |                                                                             |                                                                             |  |  |                                |                                |                                |                                |                                |                                |  |  |                                    |                                    |                                    |                                    |                                    |                                    |  |  |                                  |                                  |                                  |                                  |                                  |                                  |  |  |                                |                                |                                |                                |                                |                                |  |  |  |  |  |  |  |  |
|  |  |                                                              |                                                              |                                                              |                                                              |                                                              |                                                              |  |  |                                                                      |                                                                      |                                                                      |                                                                      |                                                                      |                                                                      |                                                   |                                                   |                                                                             |                                                                             |                                                                             |                                                                             |                                                                             |                                                                             |  |  |                                |                                |                                |                                |                                |                                |  |  |                                    |                                    |                                    |                                    |                                    |                                    |  |  |                                  |                                  |                                  |                                  |                                  |                                  |  |  |                                |                                |                                |                                |                                |                                |  |  |  |  |  |  |  |  |
|  |  | ジョセフ・リーソン 第2代ミルタウン伯爵 (1730-1801)           | ジョセフ・リーソン 第2代ミルタウン伯爵 (1730-1801)           | ジョセフ・リーソン 第2代ミルタウン伯爵 (1730-1801)           | ジョセフ・リーソン 第2代ミルタウン伯爵 (1730-1801)           | ジョセフ・リーソン 第2代ミルタウン伯爵 (1730-1801)           | ジョセフ・リーソン 第2代ミルタウン伯爵 (1730-1801)           |  |  | ブライス・リーソン 第3代ミルタウン伯爵 (1735-1807)                   | ブライス・リーソン 第3代ミルタウン伯爵 (1735-1807)                   | ブライス・リーソン 第3代ミルタウン伯爵 (1735-1807)                   | ブライス・リーソン 第3代ミルタウン伯爵 (1735-1807)                   | ブライス・リーソン 第3代ミルタウン伯爵 (1735-1807)                   | ブライス・リーソン 第3代ミルタウン伯爵 (1735-1807)                   |                                                   |                                                   |                                                                             |                                                                             |                                                                             |                                                                             |                                                                             |                                                                             |  |  |                                |                                |                                |                                |                                |                                |  |  |                                    |                                    |                                    |                                    |                                    |                                    |  |  | ウィリアム・リーソン (1770-1819) | ウィリアム・リーソン (1770-1819) | ウィリアム・リーソン (1770-1819) | ウィリアム・リーソン (1770-1819) | ウィリアム・リーソン (1770-1819) | ウィリアム・リーソン (1770-1819) |  |  | ロバート・リーソン (1773-1850) | ロバート・リーソン (1773-1850) | ロバート・リーソン (1773-1850) | ロバート・リーソン (1773-1850) | ロバート・リーソン (1773-1850) | ロバート・リーソン (1773-1850) |  |  |  |  |  |  |  |  |
|  |  | ジョセフ・リーソン 第2代ミルタウン伯爵 (1730-1801)           | ジョセフ・リーソン 第2代ミルタウン伯爵 (1730-1801)           | ジョセフ・リーソン 第2代ミルタウン伯爵 (1730-1801)           | ジョセフ・リーソン 第2代ミルタウン伯爵 (1730-1801)           | ジョセフ・リーソン 第2代ミルタウン伯爵 (1730-1801)           | ジョセフ・リーソン 第2代ミルタウン伯爵 (1730-1801)           |  |  | ブライス・リーソン 第3代ミルタウン伯爵 (1735-1807)                   | ブライス・リーソン 第3代ミルタウン伯爵 (1735-1807)                   | ブライス・リーソン 第3代ミルタウン伯爵 (1735-1807)                   | ブライス・リーソン 第3代ミルタウン伯爵 (1735-1807)                   | ブライス・リーソン 第3代ミルタウン伯爵 (1735-1807)                   | ブライス・リーソン 第3代ミルタウン伯爵 (1735-1807)                   |                                                   |                                                   |                                                                             |                                                                             |                                                                             |                                                                             |                                                                             |                                                                             |  |  |                                |                                |                                |                                |                                |                                |  |  |                                    |                                    |                                    |                                    |                                    |                                    |  |  | ウィリアム・リーソン (1770-1819) | ウィリアム・リーソン (1770-1819) | ウィリアム・リーソン (1770-1819) | ウィリアム・リーソン (1770-1819) | ウィリアム・リーソン (1770-1819) | ウィリアム・リーソン (1770-1819) |  |  | ロバート・リーソン (1773-1850) | ロバート・リーソン (1773-1850) | ロバート・リーソン (1773-1850) | ロバート・リーソン (1773-1850) | ロバート・リーソン (1773-1850) | ロバート・リーソン (1773-1850) |  |  |  |  |  |  |  |  |
|  |  |                                                              |                                                              |                                                              |                                                              |                                                              |                                                              |  |  |                                                                      |                                                                      |                                                                      |                                                                      |                                                                      |                                                                      |                                                   |                                                   |                                                                             |                                                                             |                                                                             |                                                                             |                                                                             |                                                                             |  |  |                                |                                |                                |                                |                                |                                |  |  |                                    |                                    |                                    |                                    |                                    |                                    |  |  |                                  |                                  |                                  |                                  |                                  |                                  |  |  |                                |                                |                                |                                |                                |                                |  |  |  |  |  |  |  |  |
|  |  |                                                              |                                                              |                                                              |                                                              |                                                              |                                                              |  |  | ジョセフ・リーソン ラスバラ卿 (1766-1800)                            | ジョセフ・リーソン ラスバラ卿 (1766-1800)                            | ジョセフ・リーソン ラスバラ卿 (1766-1800)                            | ジョセフ・リーソン ラスバラ卿 (1766-1800)                            | ジョセフ・リーソン ラスバラ卿 (1766-1800)                            | ジョセフ・リーソン ラスバラ卿 (1766-1800)                            |                                                   |                                                   |                                                                             |                                                                             |                                                                             |                                                                             |                                                                             |                                                                             |  |  | ジョン・リーソン (1767-1835)   | ジョン・リーソン (1767-1835)   | ジョン・リーソン (1767-1835)   | ジョン・リーソン (1767-1835)   | ジョン・リーソン (1767-1835)   | ジョン・リーソン (1767-1835)   |  |  | ロバート・リーソン (1772-1842)     | ロバート・リーソン (1772-1842)     | ロバート・リーソン (1772-1842)     | ロバート・リーソン (1772-1842)     | ロバート・リーソン (1772-1842)     | ロバート・リーソン (1772-1842)     |  |  |                                  |                                  |                                  |                                  |                                  |                                  |  |  |                                |                                |                                |                                |                                |                                |  |  |  |  |  |  |  |  |
|  |  |                                                              |                                                              |                                                              |                                                              |                                                              |                                                              |  |  | ジョセフ・リーソン ラスバラ卿 (1766-1800)                            | ジョセフ・リーソン ラスバラ卿 (1766-1800)                            | ジョセフ・リーソン ラスバラ卿 (1766-1800)                            | ジョセフ・リーソン ラスバラ卿 (1766-1800)                            | ジョセフ・リーソン ラスバラ卿 (1766-1800)                            | ジョセフ・リーソン ラスバラ卿 (1766-1800)                            |                                                   |                                                   |                                                                             |                                                                             |                                                                             |                                                                             |                                                                             |                                                                             |  |  | ジョン・リーソン (1767-1835)   | ジョン・リーソン (1767-1835)   | ジョン・リーソン (1767-1835)   | ジョン・リーソン (1767-1835)   | ジョン・リーソン (1767-1835)   | ジョン・リーソン (1767-1835)   |  |  | ロバート・リーソン (1772-1842)     | ロバート・リーソン (1772-1842)     | ロバート・リーソン (1772-1842)     | ロバート・リーソン (1772-1842)     | ロバート・リーソン (1772-1842)     | ロバート・リーソン (1772-1842)     |  |  |                                  |                                  |                                  |                                  |                                  |                                  |  |  |                                |                                |                                |                                |                                |                                |  |  |  |  |  |  |  |  |
|  |  |                                                              |                                                              |                                                              |                                                              |                                                              |                                                              |  |  | ジョセフ・リーソン 第4代ミルタウン伯爵 (1799-1866)                   | ジョセフ・リーソン 第4代ミルタウン伯爵 (1799-1866)                   | ジョセフ・リーソン 第4代ミルタウン伯爵 (1799-1866)                   | ジョセフ・リーソン 第4代ミルタウン伯爵 (1799-1866)                   | ジョセフ・リーソン 第4代ミルタウン伯爵 (1799-1866)                   | ジョセフ・リーソン 第4代ミルタウン伯爵 (1799-1866)                   |                                                   |                                                   |                                                                             |                                                                             |                                                                             |                                                                             |                                                                             |                                                                             |  |  | ジョセフ・リーソン (1796-1847) | ジョセフ・リーソン (1796-1847) | ジョセフ・リーソン (1796-1847) | ジョセフ・リーソン (1796-1847) | ジョセフ・リーソン (1796-1847) | ジョセフ・リーソン (1796-1847) |  |  | ジョセフ・リーソン (1813-1850)     | ジョセフ・リーソン (1813-1850)     | ジョセフ・リーソン (1813-1850)     | ジョセフ・リーソン (1813-1850)     | ジョセフ・リーソン (1813-1850)     | ジョセフ・リーソン (1813-1850)     |  |  |                                  |                                  |                                  |                                  |                                  |                                  |  |  |                                |                                |                                |                                |                                |                                |  |  |  |  |  |  |  |  |
|  |  |                                                              |                                                              |                                                              |                                                              |                                                              |                                                              |  |  | ジョセフ・リーソン 第4代ミルタウン伯爵 (1799-1866)                   | ジョセフ・リーソン 第4代ミルタウン伯爵 (1799-1866)                   | ジョセフ・リーソン 第4代ミルタウン伯爵 (1799-1866)                   | ジョセフ・リーソン 第4代ミルタウン伯爵 (1799-1866)                   | ジョセフ・リーソン 第4代ミルタウン伯爵 (1799-1866)                   | ジョセフ・リーソン 第4代ミルタウン伯爵 (1799-1866)                   |                                                   |                                                   |                                                                             |                                                                             |                                                                             |                                                                             |                                                                             |                                                                             |  |  | ジョセフ・リーソン (1796-1847) | ジョセフ・リーソン (1796-1847) | ジョセフ・リーソン (1796-1847) | ジョセフ・リーソン (1796-1847) | ジョセフ・リーソン (1796-1847) | ジョセフ・リーソン (1796-1847) |  |  | ジョセフ・リーソン (1813-1850)     | ジョセフ・リーソン (1813-1850)     | ジョセフ・リーソン (1813-1850)     | ジョセフ・リーソン (1813-1850)     | ジョセフ・リーソン (1813-1850)     | ジョセフ・リーソン (1813-1850)     |  |  |                                  |                                  |                                  |                                  |                                  |                                  |  |  |                                |                                |                                |                                |                                |                                |  |  |  |  |  |  |  |  |
|  |  |                                                              |                                                              |                                                              |                                                              |                                                              |                                                              |  |  |                                                                      |                                                                      |                                                                      |                                                                      |                                                                      |                                                                      |                                                   |                                                   |                                                                             |                                                                             |                                                                             |                                                                             |                                                                             |                                                                             |  |  |                                |                                |                                |                                |                                |                                |  |  |                                    |                                    |                                    |                                    |                                    |                                    |  |  |                                  |                                  |                                  |                                  |                                  |                                  |  |  |                                |                                |                                |                                |                                |                                |  |  |  |  |  |  |  |  |
|  |  | ジョセフ・ヘンリー・リーソン 第5代ミルタウン伯爵 (1829-1871) | ジョセフ・ヘンリー・リーソン 第5代ミルタウン伯爵 (1829-1871) | ジョセフ・ヘンリー・リーソン 第5代ミルタウン伯爵 (1829-1871) | ジョセフ・ヘンリー・リーソン 第5代ミルタウン伯爵 (1829-1871) | ジョセフ・ヘンリー・リーソン 第5代ミルタウン伯爵 (1829-1871) | ジョセフ・ヘンリー・リーソン 第5代ミルタウン伯爵 (1829-1871) |  |  | エドワード・ニュージェント・リーソン 第6代ミルタウン伯爵 (1835-1890) | エドワード・ニュージェント・リーソン 第6代ミルタウン伯爵 (1835-1890) | エドワード・ニュージェント・リーソン 第6代ミルタウン伯爵 (1835-1890) | エドワード・ニュージェント・リーソン 第6代ミルタウン伯爵 (1835-1890) | エドワード・ニュージェント・リーソン 第6代ミルタウン伯爵 (1835-1890) | エドワード・ニュージェント・リーソン 第6代ミルタウン伯爵 (1835-1890) |                                                   |                                                   | ヘンリー・リーソン 第7代ミルタウン伯爵 (1837-1891) 1891年爵位休止 (dormant) | ヘンリー・リーソン 第7代ミルタウン伯爵 (1837-1891) 1891年爵位休止 (dormant) | ヘンリー・リーソン 第7代ミルタウン伯爵 (1837-1891) 1891年爵位休止 (dormant) | ヘンリー・リーソン 第7代ミルタウン伯爵 (1837-1891) 1891年爵位休止 (dormant) | ヘンリー・リーソン 第7代ミルタウン伯爵 (1837-1891) 1891年爵位休止 (dormant) | ヘンリー・リーソン 第7代ミルタウン伯爵 (1837-1891) 1891年爵位休止 (dormant) |  |  | ジョン・リーソン (1827-1905)   | ジョン・リーソン (1827-1905)   | ジョン・リーソン (1827-1905)   | ジョン・リーソン (1827-1905)   | ジョン・リーソン (1827-1905)   | ジョン・リーソン (1827-1905)   |  |  | ロバート・リーソン (1842-1906)     | ロバート・リーソン (1842-1906)     | ロバート・リーソン (1842-1906)     | ロバート・リーソン (1842-1906)     | ロバート・リーソン (1842-1906)     | ロバート・リーソン (1842-1906)     |  |  |                                  |                                  |                                  |                                  |                                  |                                  |  |  |                                |                                |                                |                                |                                |                                |  |  |  |  |  |  |  |  |

### 註釈
1. ↑  3代伯の長男、孫、ひ孫はいずれも同名。
2. ↑  3代伯の次男ジョンの孫にあたる人物。
3. ↑  3代伯の三男ロバートの孫にあたる人物。